# Nazionale femminile di rugby a 7 del Giappone
La nazionale di rugby a 7 femminile del Giappone è la selezione femminile che rappresenta il Giappone a livello internazionale nel rugby a 7.
La nazionale giapponese partecipa alle World Rugby Sevens Series femminili fin dalla loro istituzione nel 2012, oltre a competere nella Coppa del Mondo di rugby a 7. Prende inoltre parte ai Giochi asiatici.
Ha partecipato al torneo olimpico inaugurale di rugby a 7, svoltosi durante i Giochi di Rio de Janeiro 2016, non riuscendo a vincere nessuna partita nella fase a gironi e concludendo infine al decimo posto.

## Palmarès
- Giochi asiatici

Incheon 2014: medaglia d'argento
Giacarta 2018: medaglia d'oro
- Giochi dell'Asia orientale

Hong Kong 2009: medaglia d'argento

## Partecipazioni ai principali tornei internazionali
- 2016: 10º posto
- 2020: 12º posto

- 2009: quarti di finale Bowl
- 2013: quarti di finale Bowl
- 2018: 10º posto

- 2012-13: 13º posto
- 2013-14: 11º posto
- 2014-15: n.p.
- 2015-16: 10º posto
- 2016-17: 13º posto
- 2017-18: 11º posto
- 2018-19: n.p.
- 2019-20: n.p.

- 2010: 5º posto
- 2014:  2º posto
- 2018:  1º posto